# Ruisseau de Saint-Matré
Le ruisseau de Saint-Matré est un ruisseau du département Lot, en France et un affluent du Lot donc sous-affluent de la Garonne.

## Géographie
De 10,6 km de longueur, le ruisseau de Saint-Matré prend sa source commune de Saint-Matré et se jette dans le Lot à Grezels.

## Département et communes traversées
- Lot : Saint-Matré, Floressas, Bélaye, Le Boulvé, Grézels.

## Principaux affluents
- Ruisseau du Boulvé, 4,7 km
- Ruisseau de Combe-Rantès, 4,1 km